# Château Pasquini
Le château Pasquini (en italien : Castello Pasquini), est situé dans le hameau de Castiglioncello, une frazione de la commune de Rosignano Marittimo, dans la province de Livourne en Toscane,.

## Historique
Le château Pasquini a été construit à partir de 1889 comme résidence du baron Lazzaro Patrone, qui avait en même temps acheté de grands terrains à Diego Martelli. Lors des travaux, les anciens bâtiments de l'ancienne propriété ont donc été démolis, tandis que les terres agricoles ont été transformées en un parc luxuriant et romantique.
Le château, construit à l'imitation des bâtiments médiévaux, était flanqué de la maison de l'intendant, de style néogothique, et d'une chapelle décorée selon des tendances éclectiques.
En outre, le baron Patrone offrit une partie de son terrain pour la construction de la stazione di Castiglioncello (it), à condition que le bâtiment des voyageurs reflète le style du château afin de s'harmoniser avec celui-ci. Le même baron s'intéressa également au développement de toute la localité, mais ses projets, comme celui de l'hippodrome, ne furent pas suivis.
En 1938, le château fut vendu à d'autres propriétaires et, vers les années 1940, il fut acheté par la famille Pasquini. Après une période d'abandon, en 1981, il devint la propriété de l'administration municipale de Rosignano Marittimo, qui en fait, au fil du temps, le centre d'une série d'événements et d'événements culturels, comme le prix littéraire Castiglioncello-Costa degli Etruschi.

## Galerie

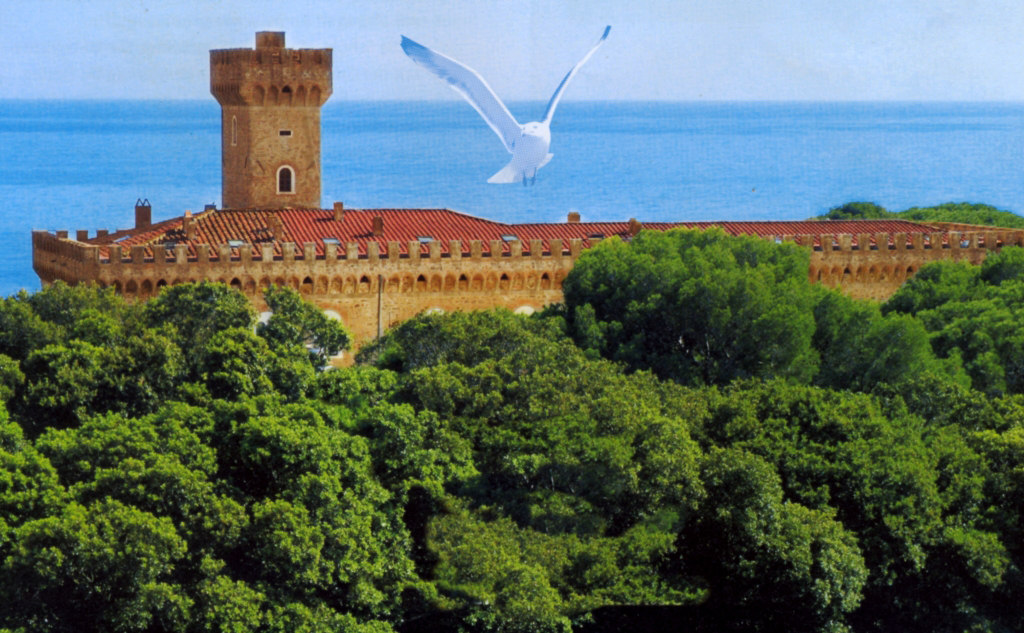
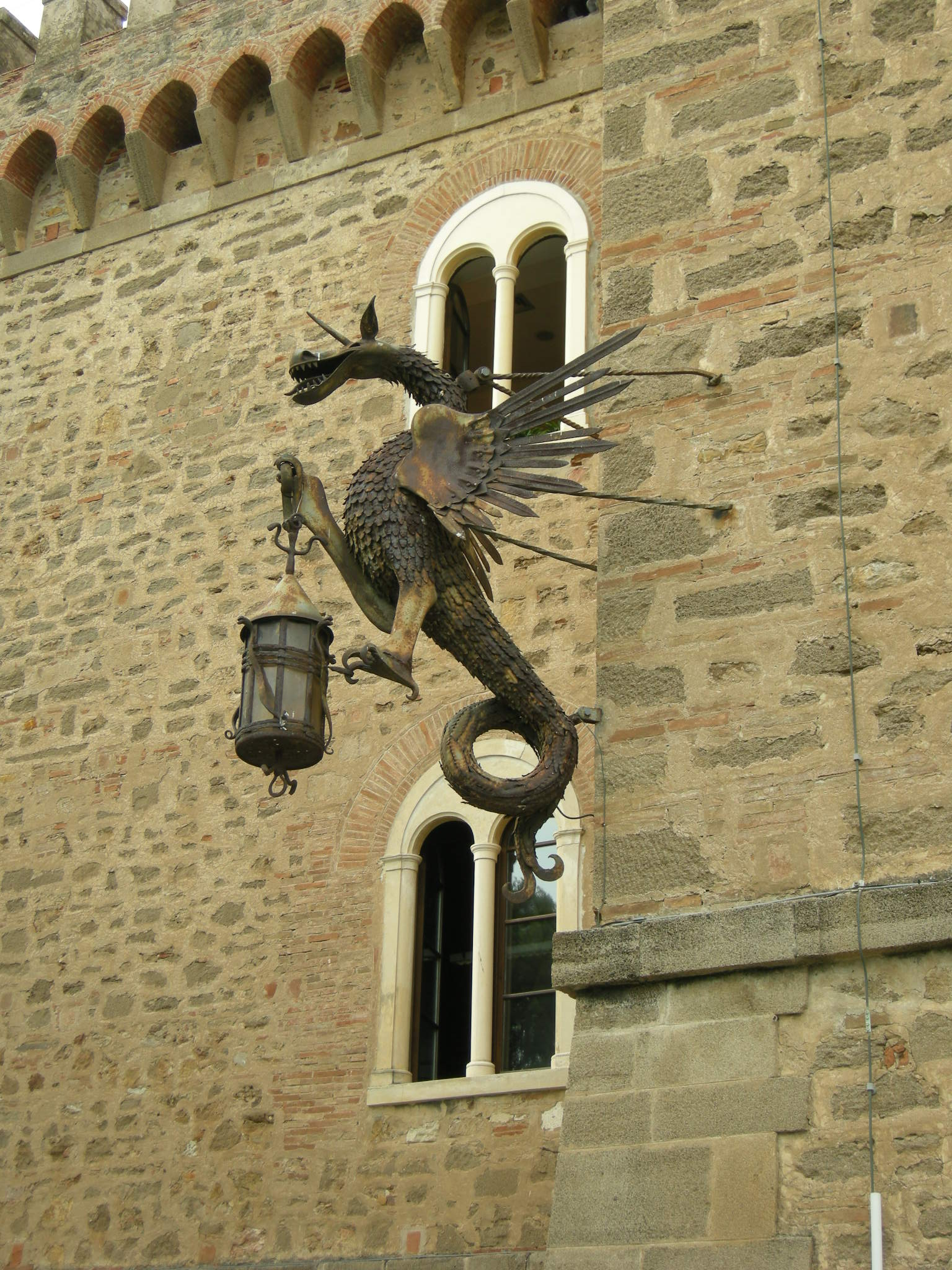
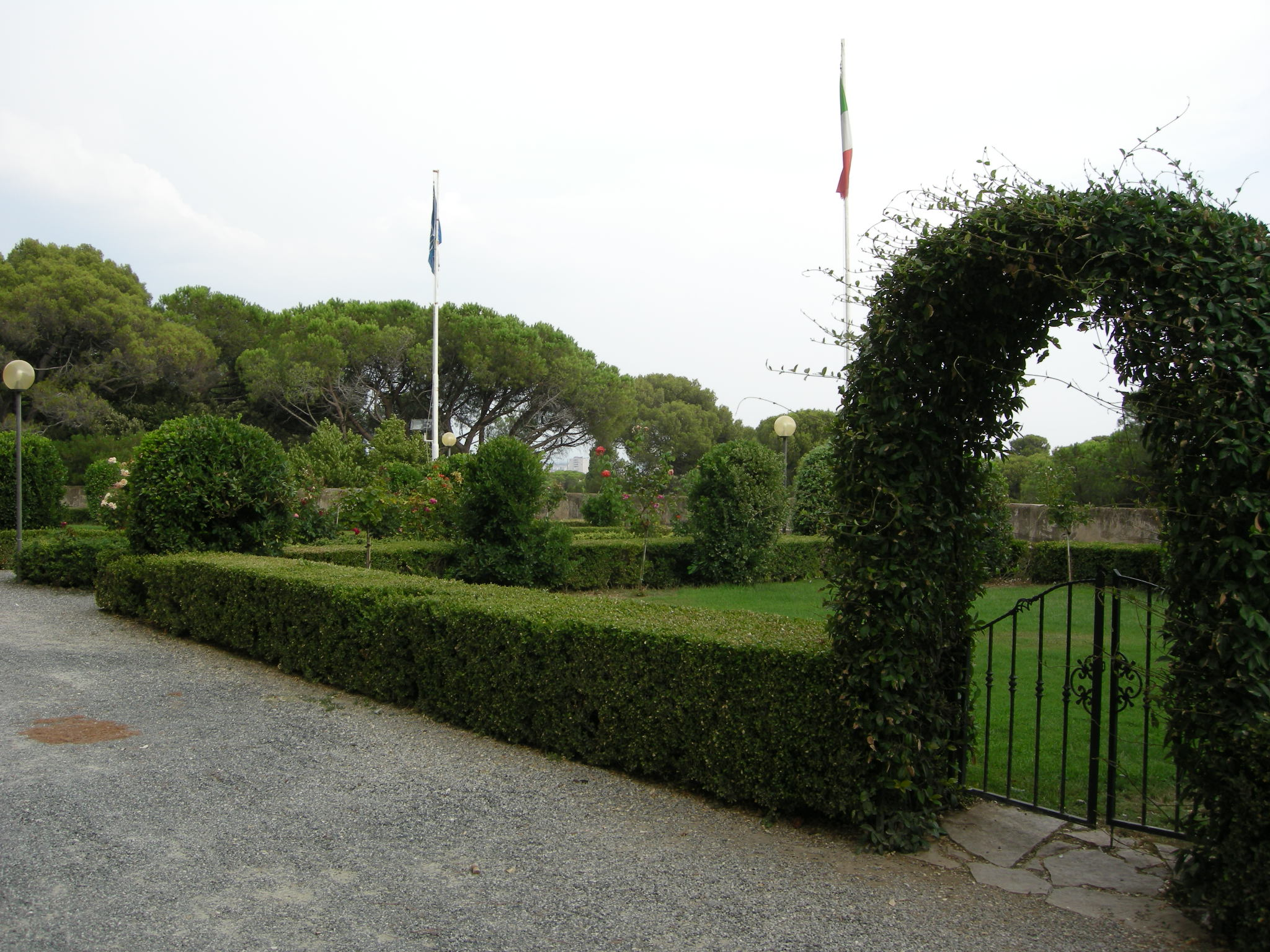
Le parc.
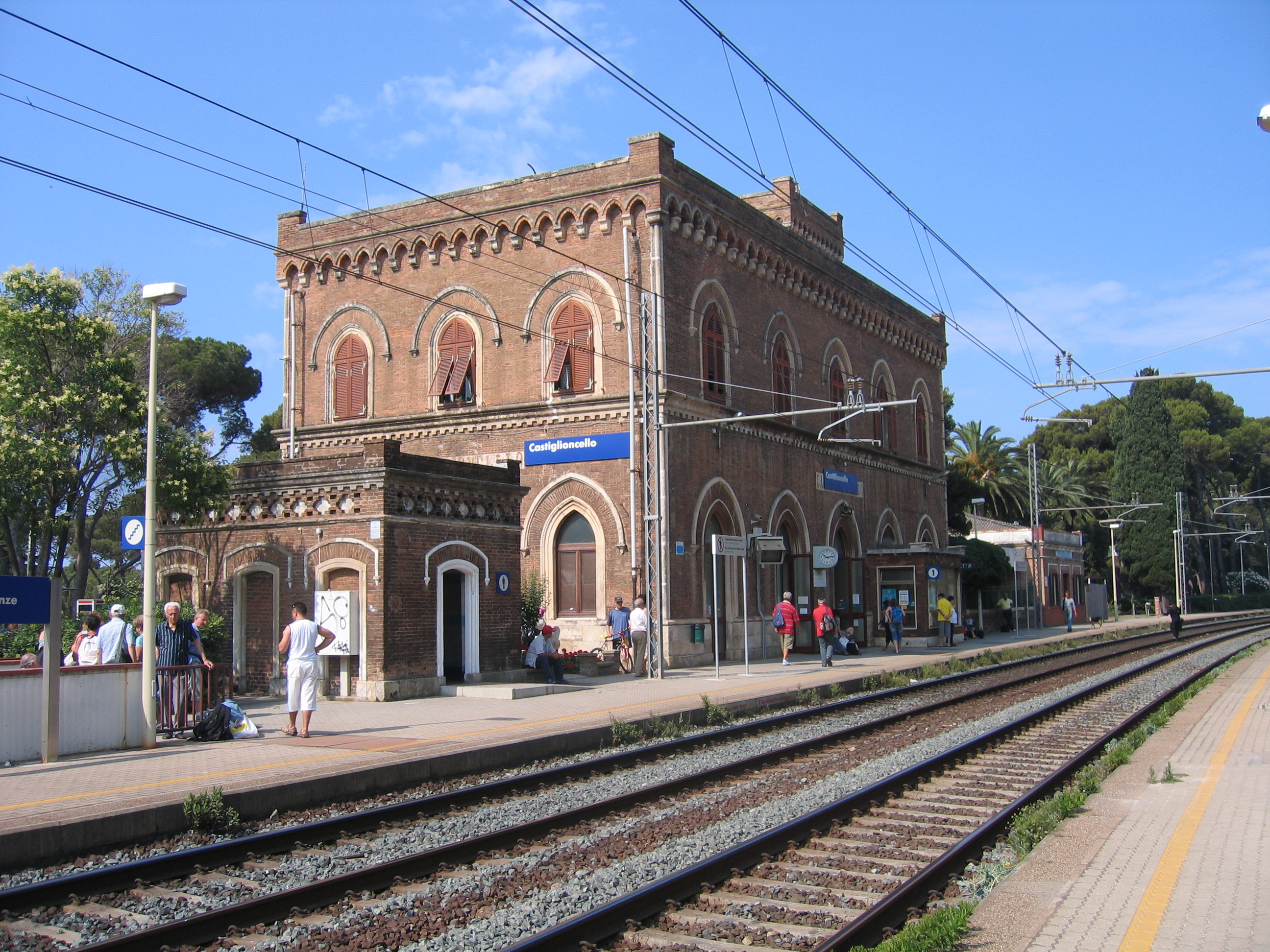
La gare de Castiglioncello.

### Découverte archéologique

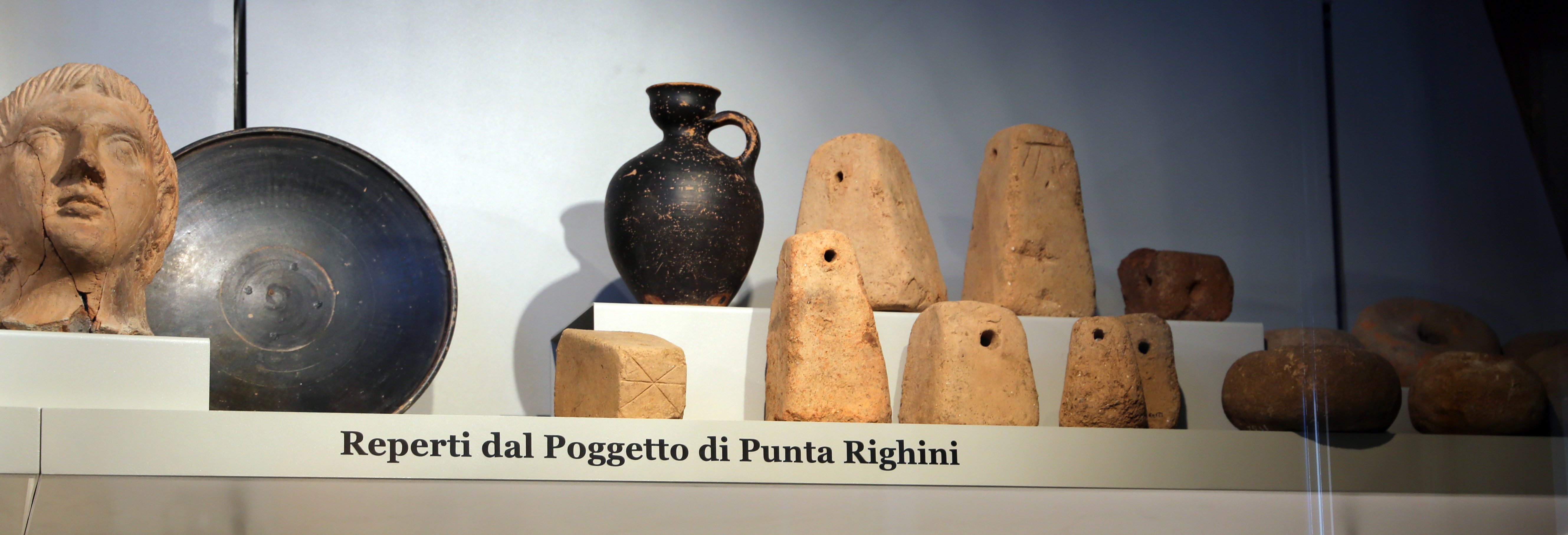
Musée de Castiglioncello

Lors de travaux réalisés en 1997 dans le parc du château, une vingtaine de tombes étrusques ont été découvertes et étudiées scientifiquement. Selon le mobilier funéraire retrouvé la nécropole remonterait à la fin du IVe siècle av. J.-C..
Les premières découvertes étrusques remontent à la première moitié du XIXe siècle, proche de la tour de Castiglioncello. Ces découvertes, ainsi que d'autres du début du XXe siècle, contribuèrent à la construction du Musée archéologique national de Castiglioncello en 1914.